# 圣玛丽亚港
圣玛丽亚港（西班牙語：El Puerto de Santa María，發音：[el ˈpweɾto ðe ˈsanta maˈɾi.a]）是西班牙安达卢西亚自治区加的斯省的一座城市，位于瓜达莱特河畔。

## 历史
根据荷马的奥德赛史诗，在特洛伊战争后，一位名叫梅内斯特乌斯的希腊领袖带着一些人逃到了直布罗陀，抵达了现在的瓜达莱特河入海口附近。他们建立了一座港口，并称之为梅内斯特乌斯港（英語：Menestheus's port）。
公元711年，来自北非的摩尔人征服了西班牙南部。他们将这里称为“Alcante”或“Alcanatif”，意为盐港。这是因为腓尼基人和古罗马人在这里留下了大量的盐业设施。
公元1260年，阿方索十世从穆斯林手中夺回了这座城市，并将其命名为“Santa María del Puerto”。

## 地理
| 西北: 桑卢卡尔-德巴拉梅达 | 北: 赫雷斯-德拉弗龙特拉 | 东北: 赫雷斯-德拉弗龙特拉 |
| 西: 大西洋 / 罗塔         |                         | 东: 赫雷斯-德拉弗龙特拉   |
| 西南: 大西洋              | 南: 大西洋 / 加的斯     | 东南: 雷亚尔港            |

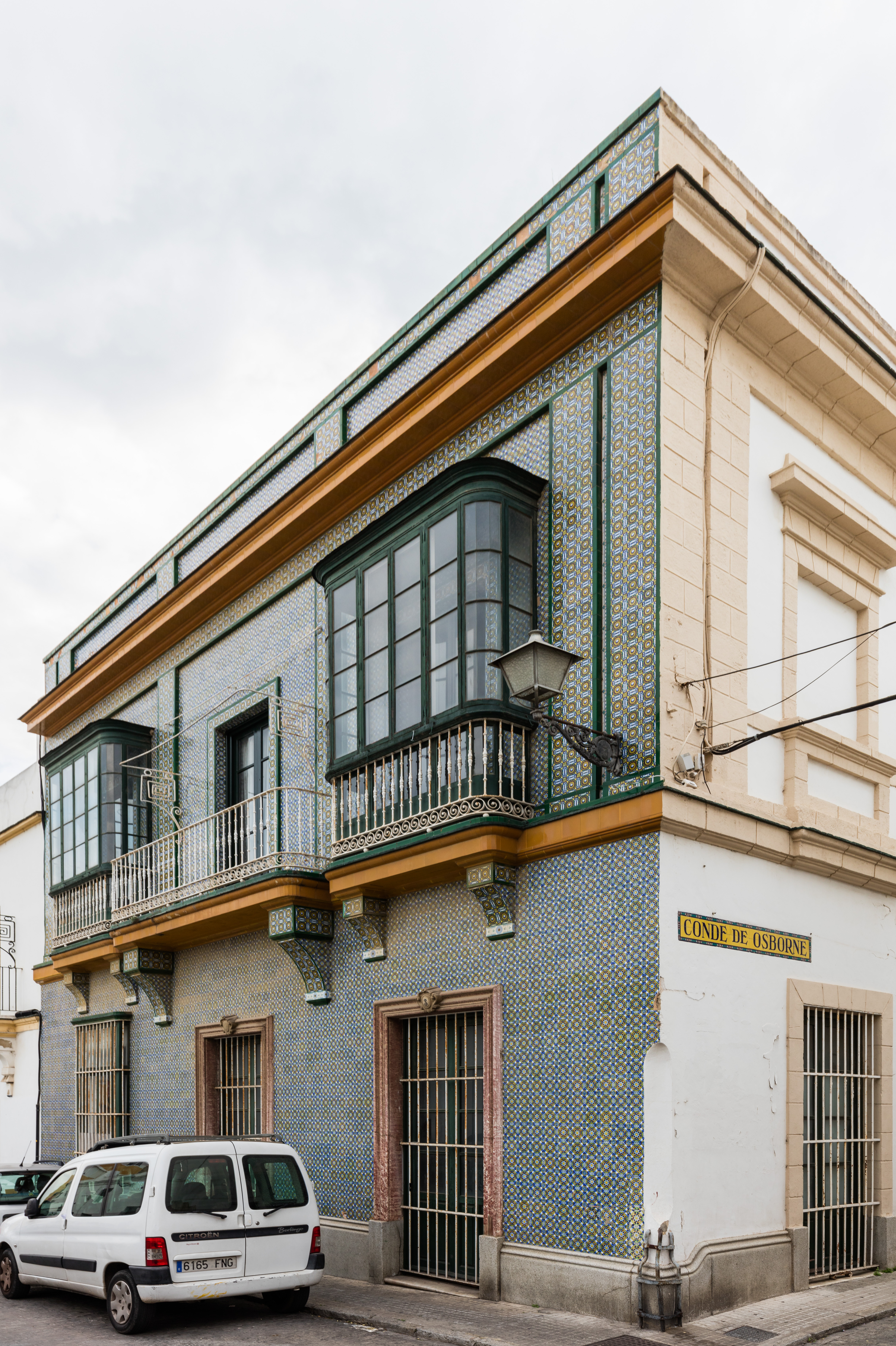
典型房屋
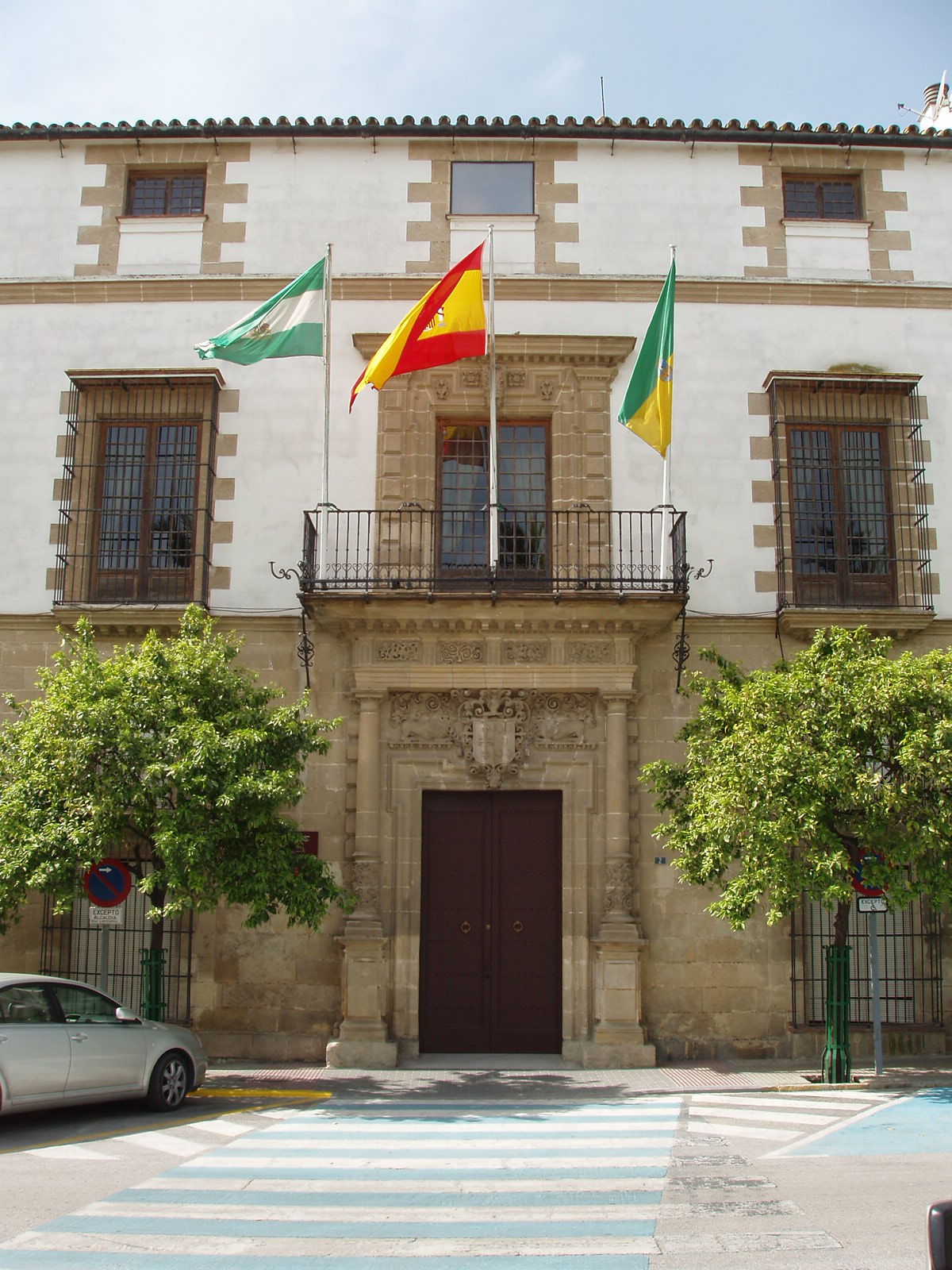
市政厅
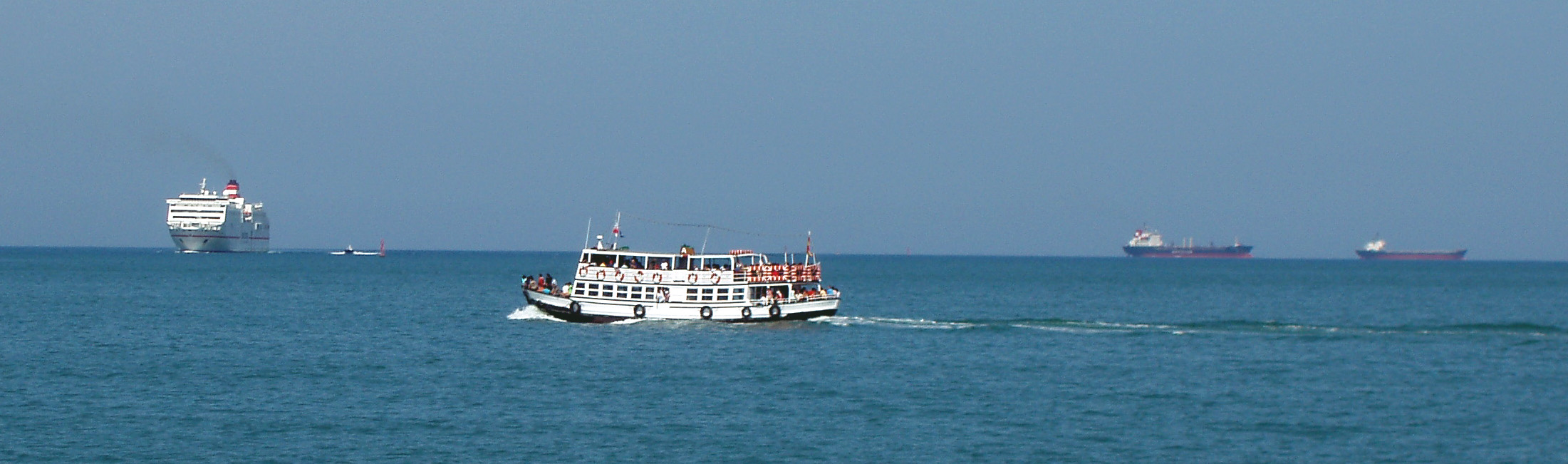
加的斯湾
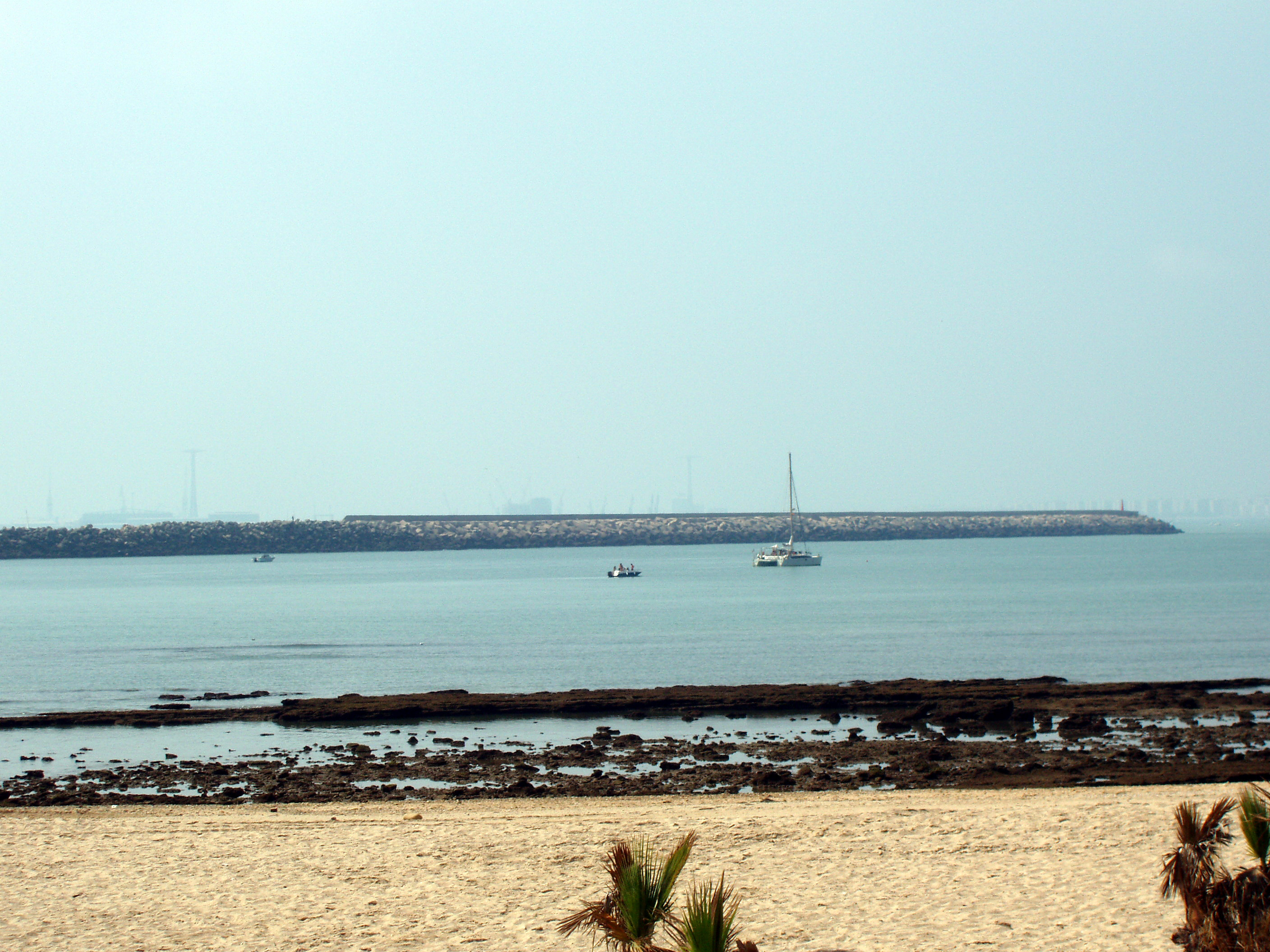
Puntilla海滩

## 交通
圣玛丽亚港附近的机场有：赫雷斯机场 (26.9 km)，塞維利亞機場 (129 km)，直布羅陀機場 (134 km)和马拉加-太阳海岸机场 (228 km)。
经过城市的高速公路：
| A-491  | 奇皮奥纳 - 圣玛丽亚港                                       |
| A-2001 | A-381 (梅迪纳-西多尼亚, 洛斯巴里奥斯) - 赫雷斯 - 圣玛丽亚港 |
| A-2002 | 圣玛丽亚港 -桑卢卡尔-德巴拉梅达                             |
| A-4    | 马德里 - 塞维利亚 / 赫雷斯 - CA-33-A-48                     |
| CA-31  | 从A-4向北进入                                               |
| CA-32  | 南部连接A-4、AP-4、雷亚尔港、阿尔赫西拉斯和加的斯           |
| CA-37  | 与A-4和AP-4连接                                             |

## 著名人物

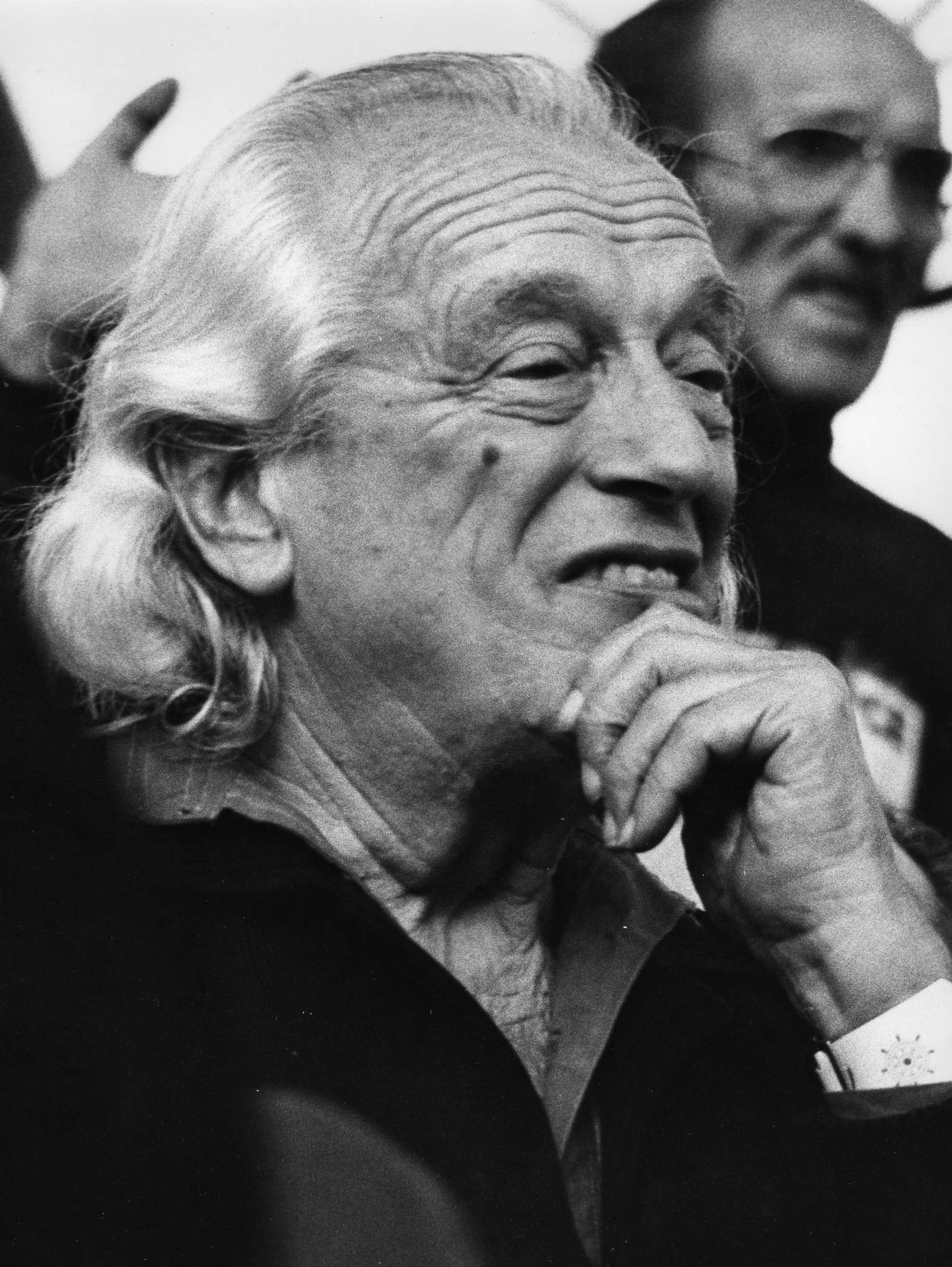
拉法埃尔·阿尔维蒂

- 拉法埃尔·阿尔维蒂（1902年 - 1999年）：诗人。[5]
- 华金·桑切斯：职业足球运动员。
- 何塞·曼努埃尔·平托：职业足球运动员。